# Sheena Davis
Sheena Davis (* 10. November 1968 in Aldershot als Sheena Rachael Johnson) ist eine britische Jazzsängerin.
Sheena Davis wuchs in Shropshire auf und lernte als Kind autodidaktisch Klavier. In der Schule gewann sie mehrere Talentwettbewerbe und im Alter von sieben Jahren wurde eine ihrer Kompositionen bei einem lokalen Fernsehsender gesendet. Nachdem sie die Schule verlassen hatte, spielte sie in verschiedenen lokalen Bands als Keyboarderin und zunächst als Chorsängerin, jedoch schon bald auch als Leadsängerin. Zum Jazz kam sie durch ihre Mitgliedschaft in der Hereford Big Band.

1994 trat sie auf dem Brecon Jazz Festival als Vokalistin im National Youth Jazz Orchestra (NYJO) auf. Danach zog sie nach London und wurde die Leadsängerin des Ensembles. Sheena Davis tourte mit dem NYJO durch Großbritannien, trat dann auch im „Ronnie Scott“-Club auf und wirkte auf vier Alben des NYJO mit.

Ende 1997 verließ sie das NYJO und gründete ihre eigene Formation, in der auch ihr Ehemann, der Bassist Robert Rickenberg spielte. Mit ihrer Band trat Sheena Davis regelmäßig in der Londoner Jazz- und Swingszene auf, wie im 100 Club, 606 Club, Pizza on the Park, in verschiedenen Radioprogrammen und erneut im Ronnie Scott’s, wo sie mit Guy Barker, Bill Brufords Earthworks, Pat Martino und anderen arbeitete. 2001 entstand ihr Debütalbum Smile für das Label Jazzizit, gefolgt von Young At Heart (2003) und Matchmaker (2005).

## Diskographische Hinweise
- Smile (Jazzizit, 2001) mit Jim Mullen
- Young At Heart (Jazzizit, 2003) mit Guy Barker, Steve Holmes
- Matchmaker (Jazzizit, 2005), mit Derek Nash